# Collina (Forlì)

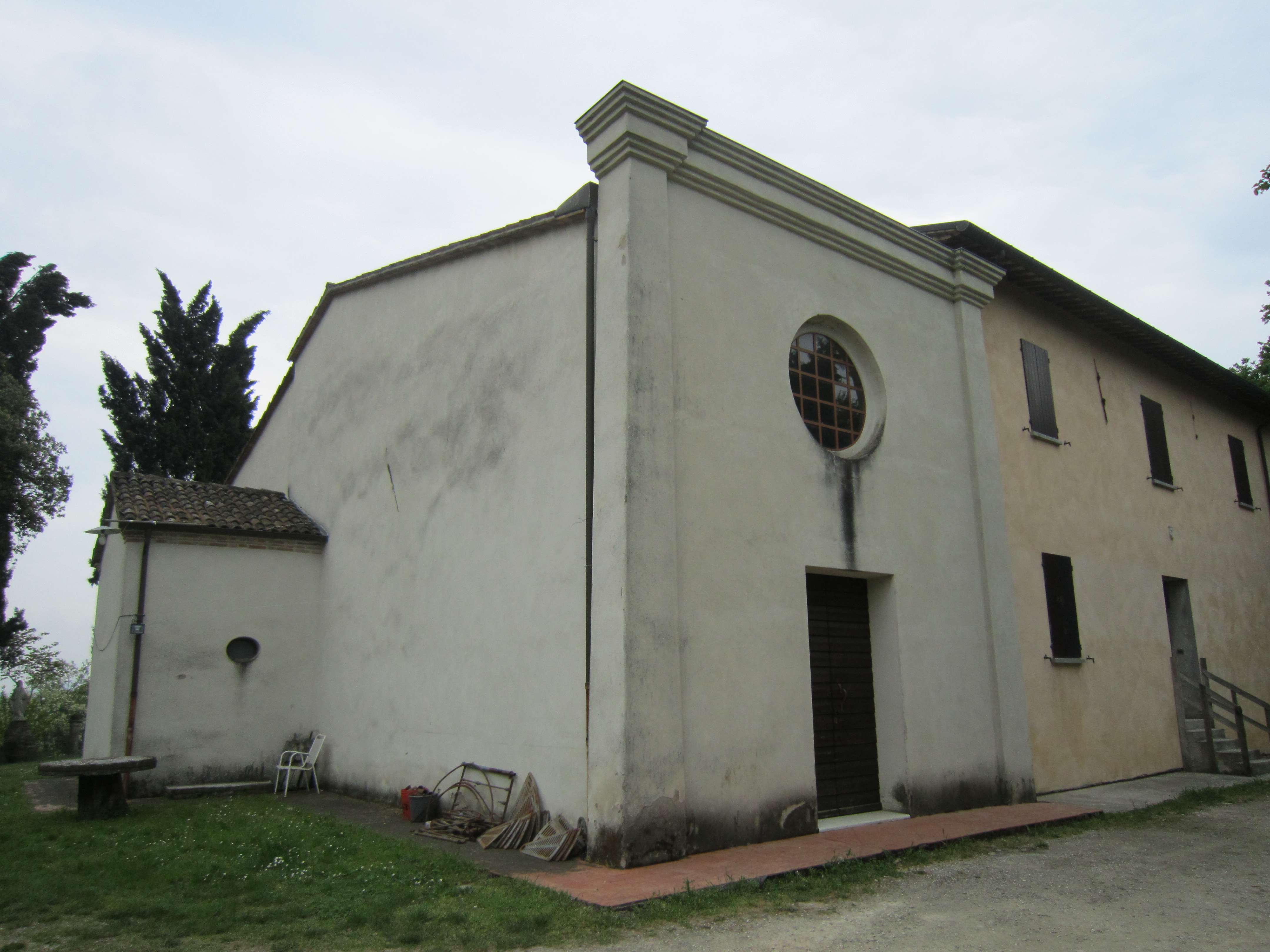
L'attuale struttura della chiesa di Collina

Collina è una piccola frazione del comune di Forlì e sorge sulle prime alture appenniniche forlivesi. La frazione, prettamente a vocazione agricola, si estende lungo la Strada statale 9 ter del Rabbi a circa 7 km dal centro della città lungo la sponda destra del fiume Rabbi.
L'abitato attuale si svolge lungo la direttiva stradale lungo le sponde del fiume mentre la chiesa, decentrata rispetto l'abitato, si erge sulle colline circostanti.

## Storia
Probabilmente sede di un pagus romano, o comunque di una comunità di agricoltori (come attestato da alcuni rinvenimenti archeologici a partire dal I secolo a.C.), la presenza del suo nome viene per attestatazione di un antico castello, il Castrum Colline, che fin dal IX secolo era soggetto agli Orgogliosi, una delle famiglie più importanti della Forlì medioevale. Successivamente, in un'epoca non definita, evidentemente passò in possesso alla chiesa ravvennate perché una pergamena del 1136 riferisce che  Castanome Arialdi restituiva alla Chiesa ravennate i possedimenti di Collina: ...atque Culina cum curtibus suis et districtis et cum omnibus rebus, quae detentae sunt aut possessae per praedictos Castellos. Alla Chiesa ravennate veniva sottratto nel 1158 da Lamberto di Castrocaro che di seguito lo cedeva al figlio Bonifacio il quale, nel 1188, restituiva nuovamente castrum integrum Colline cum plebe sua alla Chiesa ravennate. Fu possesso della Chiesa ravennate fino al 1236 quando fu espugnato e distrutto dai forlivesi.
Il castello sorgeva dove si trova l'attuale piccola chiesa di Collina. Del castello restano tracce delle fondamenta e due ambienti sotterranei adibiti a cantina della chiesa.

## Chiesa
Della presenza di una chiesa ne esiste un'attestazione sino dal 972 quando i duchi Pietro ed il figlio Lamberto ne fecero dono al monastero di Sant'Apollinare a Ravenna. Evidentemente non si tratta della stessa struttura attuale, che invece sorge sui ruderi del castello. È ipotizzabile che durante le travagliate vicende storiche il castello e la chiesa, sorgendo nelle vicinanze, siano andati entrambe distrutti. Quando il castello fu poi raso al suolo, l'edificazione della chiesa fu decisa sulle sue fondamenta. La chiesa ha comunque origini molto antiche e per secoli fu sottoposta al Capitolo Vaticano.
Nel 1778 a causa di un temporale la canonica crollò causando la morte del sacerdote, Antonio Fabbri, mentre alla fine del settecento la chiesa passò dal Capitolo vaticano alla giurisdizione di Forlì, forse per sottrarla alle confische napoleoniche. Nel 1848, per bolla di Pio IX, la parrocchia venne a far parte della diocesi di Forlì. Nel 1870 un terremoto lesiona la canonica e costringendo la chiesa a restauri che si succederanno fino a tutto il novecento e che portarono al rimaneggiamento della facciata della chiesa. 
Attualmente la chiesa, dedicata a Sant'Apollinare, è aperta sporadicamente e solo per funzioni a carattere eccezionale.